# Kemenesszentpéter
Kemenesszentpéter ist eine ungarische Gemeinde im Kreis Pápa im Komitat Veszprém.

## Geografische Lage
Kemenesszentpéter liegt ungefähr 15 Kilometer nordwestlich der Stadt Pápa am rechten Ufer des Flusses Rába. Nachbargemeinden sind Vág, Pápoc, Magyargencs, Várkesző und Egyházaskesző.

## Söhne und Töchter der Gemeinde
- József Soproni Horváth (1891–1961), Maler
- Margit Bozzay (1893–1942), Schriftstellerin und Journalistin

## Sehenswürdigkeiten
- Horváth-Gedenkzimmer (Horváth Emlékszoba)
- Römisch-katholische Kirche Szent Péter apostol, erbaut 1758, mit Wandmalereien von István Dorfmeister
- Römisch-katholische Kapelle Szent Vendel, erbaut 1852
- Weltkriegsdenkmale (I. és II. világháborús emlékmű)

## Verkehr
In Kemenesszentpéter treffen die Landstraßen Nr. 8406 und Nr. 8426 aufeinander. Der nächstgelegene Bahnhof befindet sich in östlich Marcaltó.